# Fritillaria pyrenaica

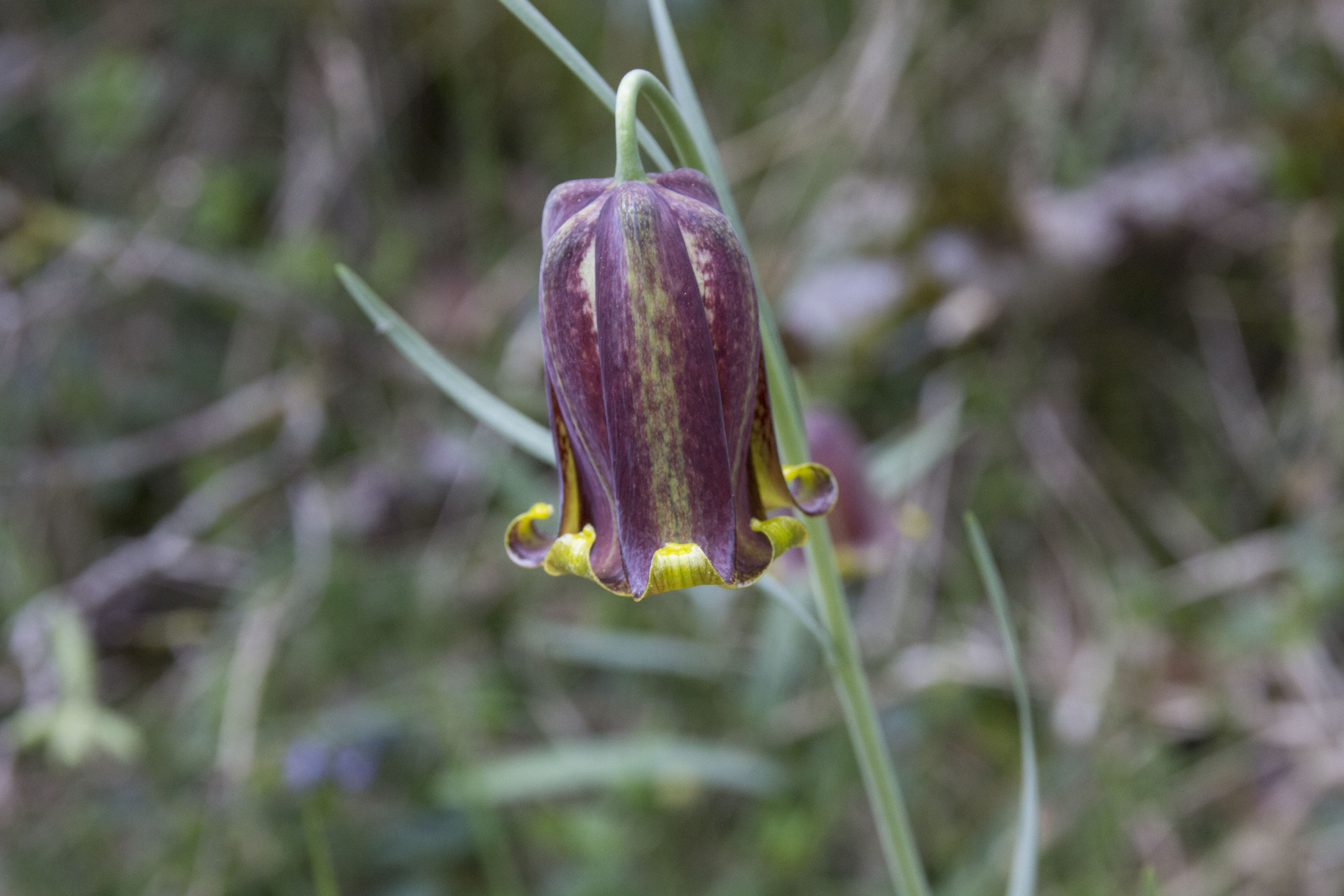
Fritillaria pyrenaica

Fritillaria pyrenaica là một loài thực vật có hoa trong họ Liliaceae. Loài này được L. miêu tả khoa học đầu tiên năm 1753.